# أنو ليخونيا
أنو ليكونيا (Άνω Λεχώνια) هي مدينة في ماغنيسيا في مقاطعة فوريا إلادا في اليونان. يبلغ عدد سكانها حوالي 1157 نسمة.